# Михаил Сървански
Михаил Сървански е български актьор и певец.

## Биография
Сървански е роден на 16 май 1990 г. в град Пловдив, Република България.
През 2014 г. завършва НАТФИЗ „Кръстю Сарафов“ със специалност „Актьорско майсторство за драматичен театър“ в класа на проф. Здравко Митков. Състудент е на Рая Пеева, Наталия Цекова, Лорина Камбурова, Тодор Дърлянов и други.

## Актьорска кариера

### Театрална кариера
През март 2013 г. Сървански дебютира на професионална сцена с ролята на Дон Жуан в постановката „Разбивачът на сърца (Дон Жуан от Сохо)” от Патрик Марбър и на режисьора Здравко Митков, като премиерата е на 11 март в Сатиричния театър „Алеко Константинов“.
През пролетта на 2014 г. е част от трупата на Сатиричния театър „Алеко Константинов“. Играе в постановките „Волпоне“, „Бела Дона“, „Шумът на парите“, „Злополучно криминале“, „Рейс“, „Новите дрехи на краля“, „Лъжци по неволя“, „Щастливеца“, „Кради по-малко!“, „Как се обира банка“, „Енергични хора“, „Ветрилото на лейди Уиндърмиър“, „Телевизионна мрежа“, „Импровизирай това!“, „Експлозивна комедия за Големия взрив“, „Постоянната съпруга“, „Империя на красотата (Мадам Рубинщайн)“, „Добре дошли на борда“, „Буржоата благородник“, „Станете, за да легна аз!“, „Политическо сатирично кабаре“, „Добре дошли на борда“ и „Буржоата благородник“ и други.
През 2022 г. играе Звяра в мюзикъла „Красавицата и Звяра“ на Държавната опера – Варна.

### Кариера на озвучаващ актьор
Сървански се занимава с нахсинхронен дублаж. Участва в дублажните студия „Александра Аудио“ и „Про Филмс“. Работил е с режисьорите на дублажа Десислава Софранова, Анатолий Божинов, Марио Иванов, Николай Петров, Симеон Дамянов, Сотир Мелев и други.

## Участия в театъра

### Театър НАТФИЗ
1. 31 октомври 2012 г. – „Неестествен подбор“ – постановка: Борис Митков[7][8]
2. 29 ноември 2013 г. – Джак в „Повелителят на мухите“ от Уилям Голдинг – постановка: Здравко Митков[9][10]
3. 2 април 2014 г. – „Женска управия“ от Аристофан – режисьор Анастасия Събева[11][12]

### Сатиричен театър „Алеко Константинов“
1. 11 март 2013 г. – Дон Жуан в „Разбивачът на сърца (Дон Жуан от Сохо)” от Патрик Марбър, постановка: Здравко Митков[13][14]
2. 19 март 2014 г. – Бонарио[15] във „Волпоне“ от Бен Джонсън, режисьор: Здравко Митков[16][17]
3. 29 септември 2014 г. – Валентин Страхвиц[18] в „Бела Дона“ от Щефан Фьогел – режисьори: Щефан Флеминг и Борислав Петранов[19]
4. 1 декември 2014 г. – „Шумът на върбите“, по романа на Кенет Греъм в адаптация на Алън Бенет, постановка: Здравко Митков[20][21]
5. 7 април 2015 г. – „Убийство в експреса“ от Габор Гьоргеи – постановка: Петър Денчев[22][23]
6. 5 октомври 2015 г. – Безотговорният[24] в „Рейс“ от Станислав Стратиев, режисьор: Здравко Митков[25]
7. 7 март 2016 г. – „Злополучно криминале“ от Хенри Луис, Джонатан Сейър и Хенри Шийлдс, постановка: Пламен Марков[26]
8. май 2016 г. – Кристиан[27] в „Новите дрехи на краля“ от Евгений Шварц, постановка: Бисерка Колевскав[28]
9. 21 ноември 2016 г. – Блънт[29] в „Лъжци по неволя“ от Антъни Нийлсън, постановка: Здравко Митков[30]
10. 5 април 2017 г. – Доктора[31] в „Щастливеца“ от Руси Божанов, постановка: Здравко Митков[32]
11. 2 октомври 2017 г. – Ковчегофоб[33] в „Кради по-малко!“ от Дарио Фо, постановка: Ивайло Христов[34][35]
12. 15 октомври 2018 г. – Тонино[36] в „Как се обира банка“ от Сами Файяд, постановка: Николай Ламбрев-Михайловски[37][38]
13. 9 март 2019 г. – Нервозния[39] в „Енергични хора“ от Василий Шукшин, постановка: Николай Ламбрев-Михайловски[40]
14. 9 октомври 2019 г. – Лорд Уиндърмиър[41] във „Ветрилото на лейди Уиндърмиър“ от Оскар Уайлд, постановка: Бойка Велкова[42][43]
15. 18 декември 2019 г. – Помощник-режисьора[44] в „Телевизионна мрежа“ от Пади Чайевски, режисьор: Андрей Аврамов[45]
16. 23 юли 2020 г. – „Импровизирай това!“, режисьор: Мартин Каров
17. 4 февруари 2021 г. – Патрик О'Хигинс[46] в „Империя на красотата (Мадам Рубинщайн)“ от Джон Мисто, постановка: Бойка Велкова[47][48]
18. 6 февруари 2022 г. – „Експлозивна комедия за Големия взрив“ от Александър Секулов, постановка: Пламен Марков[49][50]
19. 30 март 2022 г. – „Станете, за да легна аз!“ от Жан-Пиер Мартинез, режисьор: Стефан Москов[51]
20. 1 октомври 2022 г. – „Постоянната съпруга“ (Очарователните грешници) от Съмърсет Моъм, режисьор: Бойка Велкова[52][53]
21. 1 октомври 2023 г. – Дикторски глас в „Политическо сатирично кабаре“ от Боряна Пашева – постановка: Николай Младенов, режисьор: Калин Сърменов[54][55]
22. 8 февруари 2024 г. – „Добре дошли на борда“ от Жан-Пиер Мартинез, режисьор: Ивайло Ненов[56]
23. 3 октомври 2024 г. – Клеонт[57] в „Буржоата благородник“ от Жан-Батист Молиер, постановка: Бойка Велкова[58]

### Театър „Азарян“
1. 17 декември 2018 г. – „Островът на съкровищата“ от Робърт Луис Стивънсън, режисьор: Анастасия Събева[59]
2. 8 март 2021 г. Иполит[60] във „Федра (Сияйната)“ от Петър Пламенов, режисьор: Бойка Велкова

### Нов театър - НДК
1. 10 декември 2020 г. – „Ганьоада“, либрето и режисура Бойко Илиев[61][62]

### Държавна опера Варна
1. 12 август 2022 г. – Принц Адам/Звяра в „Красавицата и Звяра“, режисьор: Петко Бонев[6][63][64]

## Филмография
1. „Иван“ (късометражен филм, 2019) – Тарикат, режисьор: Надежда Христова[65]
2. „Рая на Данте“ (2021) – Любомир, режисьор: Димитър Радев
3. „Речта на президента“ (късометражен филм, 2021) – Еколог, режисьор: Христо Петков[66]
4. „Бъди до мен“ (късометражен филм, 2023) – младият Николай, режисьор: Тина Маркович[67]

## Дублаж
1. „Безкрайният влак“ – Едно весело и Едно тъжно, 2022
2. „Имало едно време едно студио“ – Други гласове, 2023
3. „Камък, ножица, хартия“ – Камък, 2024
4. „Клонирането на Адам“ – Дани
5. „Комбат Вомбат 2: Завръщане“ – Шериф Фърбанк, 2024[68][69][70]
6. „Красавицата и Звяра“ – Звяра (Дан Стивънс), 2017
7. „Муфаса: Цар лъв“ – Муфаса, 2024
8. „Нинджаго“ – Зейн (сезон 4; 11-15)
9. „Стар Трек: Феномен“ – Командир Тайсис, 2022
10. „Фантастичното пътешествие до Оз“ – Тенекиеният човек, 2017[71]